# Puente memorial Woodrow Wilson
El puente memorial Woodrow Wilson (también conocido como el puente Woodrow Wilson o puente Wilson) es un puente basculante que atraviesa el río Potomac entre la ciudad independiente de Alexandria en Virginia y Oxon Hill en el Condado de Prince George en Maryland. Este puente es uno de los pocos puentes levadizos del Sistema Interestatal de Autopistas de los Estados Unidos. Este puente es el único tramo del sistema interestatal propiedad y operado por el gobierno federal.
El puente Wilson forma parte de la interestatal 95 y la interestatal 495. El puente levadizo de la arcada original se abría unas 260 veces al año, lo que provocaba frecuentemente disrupciones en el tráfico del puente, que lo usaban unos 250.000 coches por día. El nuevo puente al tener una altura mayor requiere de menos aperturas.
En 2008 se inauguró el nuevo puente. El equipo consultor para el puente principal sobre el río Potomac incluyó a los ingenieros de Parsons Transportation Group; el arquitecto  Miguel Ángel Rosales, de Rosales + Partners; los ingenieros consultores fueron A. Morton Thomas & Associates, Inc; Mueser Rutledge Consulting Engineers proporcionó la ingeniería geotécnica; los subconsultores Finley McNary Engineers (pilares); y Hardesty & Hanover, LLP (vano basculante). La gestión del proyecto corrió a cargo de WSP USA, Rummel, Klepper & Kahl LLP y URS Corporation.
El estribo occidental del puente se encuentra en Virginia, una pequeña porción en Washington D. C. y el resto en Maryland (porque esa porción del río Potomac está dentro de los límites de Maryland). Unos 90 metros de la mitad occidental del puente cruzan la punta septentrional del Distrito de Columbia. Por ello, este puente es el único puente en los Estados Unidos que cruza los límites de 3 jurisdicciones. La sección de Washington D. C. es además el segmento más corto entre dos estados del sistema interestatal de autopistas.
El nombre del puente rinde homenaje al 28.º presidente de los Estados Unidos Woodrow Wilson, quien había nacido en Staunton (Virginia), aunque en el momento de ser elegido presidente en 1912 ejercía como gobernador de Nueva Jersey. Durante su presidencia, Wilson pasaba horas conduciendo su coche para relajarse o para despejar de la mente los problemas que se le presentaban. Wilson fue un defensor del automovilismo y de las mejoras en las carreteras de los Estados Unidos. En 1916 dijo que su interés en tener buenas carreteras se debe a que conectan comunidades y les permiten tener relaciones, con lo que hay una conexión con absoluta libertad y capacidad.